# Jägerhaus (Tannheim)
Jägerhaus ist ein Ortsteil der Gemeinde Tannheim im Landkreis Biberach in Oberschwaben.

## Beschreibung
Das Jägerhaus liegt unterhalb der Keltenschanze am östlichen Ende der Holzstöcke. In seiner Nähe befinden sich der Kalkofenwald und die Erhebung „Totenkopf“ (615 m). Es ist über den asphaltierten, parallel zur L 260 verlaufenden landwirtschaftlichen Weg zwischen Tannheim und Haldau an das Straßennetz angeschlossen und Teil der Gräflich von Schaesberg’schen Forstverwaltung. Es besteht aus einem Wohnhaus mit angebautem Wirtschaftsteil und einer etwas abseits gelegenen Scheune. Das Grundstück in der Größe von etwa 1000 m² ist von einem Zaun umgeben.